# TIROS–8
TIROS–8 (angol: Television and Infrared Observation Satellite) – televíziós és   infravörös megfigyelő műhold. amerikai katonai/polgári meteorológiai műhold.

## Küldetés
A TIROS Program tesztelte az első űreszközök meteorológiai előrejelzésének hatékonyságát. A műhold programját tekintették az egyik legígéretesebb alkalmazási formának. Felderítő rendszerével rendkívül sikeres, világméretű adatszolgáltatást biztosított a pontos időjárás-előrejelzésnél. Új műholdak folyamatos pályára emelésével biztosították a Föld lefedettségét időjárásának előre jelzésénél. A program lehetővé tette előbb az ESSA–program, majd a NIMBUS–program felépítését.
Alapvető cél volt az űreszköz technikai biztonságának javítása (kamerák, sugárzás érzékelő műszerek), amit a szolgálati időben készített képminőségen kívül nem sikerült megvalósítani. A képminőség jelentős javulásának eredményeként az Egyesült Államok Meteorológiai Irodája kezdeményezte, hogy a meteorológiai képeket osszák meg a nemzetközi szervezetekkel. Minden APT (Automatic Picture Transmission) vételére alkalmas 45 amerikai és 5 külföldi földi állomás fordulatonként kapott három képet meteorológiai helyzetének elemzésére. Első alkalommal tesztelték a rendszert tengerjáró hajón (USS Saratoga (CV-60).

## Jellemzői
Gyártotta a Radio Corporation of America RCA), a hadsereg fejlesztő laboratóriuma, üzemeltette a NASA–Goddard Space Flight Center (GSFC).
Megnevezései: TIROS–8; Tiros H; Applications (A–53); Television and Infra-Red Observation Satellite (TIROS–8); COSPAR: 1963-054A (βζ1). Kódszáma: 716.
1963. december 21-én Floridából, Cape Canaveralból (USAF), az LC–17B (LC–Launch Complex) jelű indítóállványról egy háromfokozatú Thor Delta (371/D-22) hordozórakétával állították alacsony Föld körüli pályára (LEO = Low-Earth Orbit). Az orbitális egység pályája 98,50 perces, 58,5 fokos hajlásszögű, elliptikus pálya perigeuma 667 kilométer, az apogeuma 705 kilométer volt.
Forgás stabilizált (8-12 rpm), stabilitását a beépített hajtóművekkel biztosították. Alkalmazták a Föld központú mágneses orientálás lehetőségét. Beépítettek egy elektromos órát, hogy ellenőrizzék a képek készítésének idejét, valamint a mágneses orientáció rendszert. Formája 18 oldalú prizma, henger alakú, átmérője 107, magassága 56 centiméter, tömege 122,5 kilogramm. Az űregység alumínium ötvözetből és rozsdamentes acélból készült. Az űreszköz felületét 9200 napeleme lapocska borította, éjszakai (földárnyék) energia ellátását 21 nikkel-kadmium akkumulátorok biztosították. Kettő kamerájával nagy felbontású képeket készítettek. Javították az objektívek felbontási képességét, csökkentve a torzítások mértékét. Fényképeit az elektromágneses spektrum különböző hullámhosszain, főleg látható és infravörös hullámhosszon végezte. A felhőkön és felhőrendszereken kívül megfigyelte a városok fényszennyezéseit, a környezetváltozásait, tüzeket, homok- és porviharokat, hó- és jégtakarót, óceáni áramlatokat és más környezeti folyamatokat. Mágneses magnó tárolta a képeket, földi parancsra a vevőállomásra visszajátszotta. Telemetriai kapcsolatot négy rúdantennával biztosították. Kamerái 102 463 felvételt készítettek.
1967. július 1-jén 1287 nap (3,53 év) után technikai okok miatt kikapcsolták, befejezte aktív szolgálatát.

## Külső hivatkozások
- TIROS–8. nasa.gov. [2014. december 9-i dátummal az eredetiből archiválva]. (Hozzáférés: 2014. február 25.)
- TIROS–8. lib.cas.cz. [2013. október 13-i dátummal az eredetiből archiválva]. (Hozzáférés: 2014. február 25.)
- TIROS–8. nasa.gov. (Hozzáférés: 2014. február 25.)
- TIROS–8. skyrocket.de. (Hozzáférés: 2014. február 25.)
- TIROS–8. webcitation.org. [2014. augusztus 5-i dátummal az eredetiből archiválva]. (Hozzáférés: 2014. február 25.)

| Elődje: TIROS–7 | TIROS-program 1960–1965 | Utódja: TIROS–9 |